# Кигонго, Себастьян
Себастьян Кигонго (англ. Sebastian Kigongo, род. 5 мая 1984, Муконо, Центральная область) — угандийский шоссейный велогонщик.

## Карьера
В 2009 году Себастьян Кигонго был включён в сборную Уганды для участия в Туре Египта (64-й), Милад Де Нур Тур и Туре Руанды (37-й). Однако, как и его товарищи по команде из Уганды, он изо всех сил пытается идти в ногу с этими гонками.
Весной 2010 года он отправился в Нью-Дели для участия в Играх Содружества. Сначала он был вынужден сойти с дистанции во время групповой гонки, как и многие велогонщики из «малых стран». Три дня спустя он финишировал индивидуальной гонке, показав 60-й предпоследний результат, отстав от победителя Дэвида Миллара более чем на 24 минуты. Через месяц его снова включили в национальную команду для участия в чемпионате Африки, который проходит в Кигали, столице Руанды. В командной гонке  финишировал последним, заняв 14-е место затем индивидуальной гонке снова занял последнее, 33-е место, уступив более 15 минут победителю Даниэлю Теклехайманоту. Наконец в групповой гонке он сошёл с дистанции.
В 2011 году стал чемпионом страны. В том же году он выиграл подготовительную гонку к Африканским играм в Уганде. В 2012 году он выиграл национальную велогонку Osmaid Charity Cycling Race, организованную в Джиндже.
В 2014 году Себастьян Кигонго снова участвовал в Играх Содружества в Глазго. В групповой гонке, проходившей под проливным дождём он как и большинство участников, сошёл с дистанции. Из 139 стартовавших финишировать сумели только 12 человек. В чемпионате Уганды ему пришлось довольствоваться вторым местом, уступив Давиду Матову. В 2015 году он взял реванш, снова завоевав титул чемпиона страны в Иганге. На Африканских играх занял 42-е место в индивидуальной гонке и не финишировал в групповой гонке..
В 2018 году снова вошёл в состав сборной для участия в чемпионате Африки.

## Достижения
2004
 Чемпион Уганды — групповая гонка
2011
 Чемпион Уганды — групповая гонка
2012
Osmaid Charity Cycling Race
2014
2-й на Чемпионате Уганды — групповая гонка
2015
 Чемпион Уганды — групповая гонка